# Montigny-Lengrain
Montigny-Lengrain è un comune francese di 679 abitanti situato nel dipartimento dell'Aisne della regione dell'Alta Francia.

## Società
.

### Evoluzione demografica
Abitanti censiti